# Cemitério Judaico de Worms
O cemitério judaico de Worms (em alemão:  Heiliger Sand), localizado em Worms, é reconhecido como o mais antigo cemitério judaico da Europa. Foi possivelmente instalado ao mesmo tempo em que a primeira sinagoga foi construída, em 1034. A sepultura mais antiga ainda preservada, de Jakob ha Bachur, é de 1076. Existem ao todo no cemitério cerca de 2 mil sepulturas. Depois que um novo cemitério judaico foi instalado, afastado do centro da cidade, novos sepultamentos foram rareando, sendo os últimos sepultamentos registrados na década de 1930.
Próximo à entrada estão localizadas as sepulturas de Meir von Rothenburg († 1293) e Alexander ben Salomon Wimpfen († 1307), pertencentes aos mais importantes monumentos sepulcrais do cemitério, visitados por judeus de todas as partes. Outras sepulturas das mais importantes estão localizadas no denominado "vale dos rabinos" (Rabbinental) e suas imediações, onde dentre outros estão localizadas as sepulturas dos rabinos Nathan ben Issak († 1333), Jakob ben Moses haLevi Molin, conhecido como MaHaRil, († 1427), Meir ben Isaak († 1511) e Elia Loanz, conhecido como Baal-Schem († 1636).